# Andrena tertaria
Andrena tertaria là một loài Hymenoptera trong họ Andrenidae. Loài này được Meunier mô tả khoa học năm 1920.